# Huize Sint-Jan
Huize Sint Jan is een hoekpand in de Rosariumbuurt van de Nederlandse plaats Venlo. De ingang van het gebouw ligt aan de Van Cleefstraat en de zijgevel aan de Keullerstraat.

## Geschiedenis
In 1927 werd het gebouw in opdracht van de Vereniging tot Exploitatie van een Alcoholvrij Lokaal gebouwd naar het ontwerp van de architect Jules Kayser. Sinds 13 juni 1988 wordt het gebouw beschermd als gemeentelijk monument.

## Gebouw
Het gebouw is opgetrokken in de stijl van de Amsterdamse School en gebouwd als reclasseringsgebouw met daarboven woningen.